# Požar v predoru pod Mont Blancom leta 1999
Požar v predoru pod Mont Blancom je bil katastrofalen požar, ki se je zgodil 24. marca 1999 potem, ko je belgijski tovornjak, ki je prevažal moko in margarino, v predoru zajel požar.   
Požar je trajal 53 ur in dosegel temperaturo 1000 C ter pri tem uničil 24 tovornjakov, 10 avtomobilov, 1 motorno kolo, 1 kombi, vključno s tremi gasilskimi vozili. 39 ljudi je umrlo v požaru, zaradi velike škode pa je bil predor zaprt 3 leta. Popravila in preiskave, ki so sledile, so ugotovile pomembne varnostne pomanjkljivosti: nujni postopki in varnostni ukrepi niso bili upoštevani že veliko let. 

## Ozadje in požar
Ko je bil leta 1965 uradno odprt 11,6 km dolg predor pod Mont Blancom, je veljal za enega najdaljših in najvarnejših predorov na svetu. Predor je postal najpomembnejši prevoz v Alpah, saj je zmanjšal čas, ki je bil potreben za prečkanje meje iz Francije v Italijo in obratno. Skozi predor na dan pripelje več, kot pet tisoč vozil. 

### Požar
24. marca 1999 se je ob 10:46 na francoski strani predora pripeljal skoraj 40 ton težek belgijski tovornjak znamke Volvo FH12, ki je v prikolici prevažal 9 ton margarine in 12 ton moke. V predor je vstopil ob 10:47 in vozil s hitrostjo 60 km/h. Začetna vožnja skozi predor je bila rutinska. Po dokumentarnem programu National Geographica Seconds from Disaster sta se ogenj in dim pojavila ob 10:49. Ob 10:50 je merilnik zraka zaznal slabšo vidljivost zraka na francoski strani in v nadzornem centru se je oglasil požarni alarm. Ko so nadzorniki pogledali skozi kamere niso videli požara, videli so le bel dim, ki se je valil iz tovornjaka, kar pa ni kazalo na požarno stanje zato niso ukrepali, vozila pa so na obeh straneh še vedno vstopala v predor. Voznik tovornjaka, 57-letni Gilbert Degrave je po svetlobnih znakih, ki so mu jih signalizirala nasproti vozeča vozila, opazil, da je nekaj narobe in ko je pogledal v vzvratno ogledalo je opazil bel dim, ki se je valil izpod njegove kabine. Vseeno je še naprej vozil v upanju, da bo lahko prispel na italijansko stran. Toda dim je iz minute v minuto postajal vedno bolj bel in gost, kar je že kazalo na požarno stanje, zato je Degrave ob 10:53 ustavil tovornjak. V tem času mu je uspelo prevoziti 6 km in se ustaviti na sredini predora. Ko je Degrave izstopil in preveril kaj je narobe, je hotel pogasiti dim z svojim gasilnim aparatom, vendar je ogenj močno zagorel in nato zajel večji del tovornjaka. Degrave je nato zapustil tovornjak in začel bežati proti italijanskemu izhodu predora.
Medtem je za gorečim tovornjakom nastal velik prometni zastoj. En motorist je poklical na SOS telefon in francoske uslužbence obvestil o gorečem vozilu. Ob 10:55 so zaposleni uslužbenci sprožili požarni alarm in zaprli francosko cestnino, minuto pozneje pa še italijansko. Ob 10:57 je v predor prispel en italijanski gasilski kombi, ki je pobral veliko bežečih voznikov, med njimi tudi Gilberta Degravea. Po predoru se je hitro razširil velik, črn, gost in strupen dim, ki je izhajal iz gorečega tovornjaka in vidljivost je bila zmanjšana za manj, kot en meter. Zaradi tega se je večina voznikov zaprla v svoja vozila in zaprla okna, tisti, ki pa so izstopili in poskušali doseči zaklonišča, so hitro omagali zaradi strupenega dima, ki je vseboval ogljikov monoksid in cianid. Do 10:57 je dim zajel že več kot pol kilometra francoske strani predora. Zaradi pomanjkanja kisika so motorji vozil nehali delovati, električna napeljava pa se je zaradi vročega dima in ognja stalila, zato je v predoru nastala tema. Zračni ventilatorji so dim po predoru, predvsem proti Franciji, prenesli veliko hitreje, kot bi kdo sploh tekel proti izhodu. Zaradi vremenskih razmer se je dim proti Franciji širil hitro, proti Italiji pa veliko počasneje. Zaradi tega so se avtomobili iz Italije lahko obrnili in odpeljali nazaj v Italijo. Nekaj avtomobilov iz Francije se je uspelo obrnit in odpeljat nazaj v Francijo, vendar le redki, ki jim je uspelo. Tovornjaki pa tega niso mogli storiti, ker niso imeli prostora za obračanje, vzvratna vožnja pa ni bila mogoča. Ko so nadzorniki na kamerah opazili, da avtomobili in motoristi obračajo in peljejo v nasprotno smer, so povečali učinek dima z oddajanjem svežega zraka iz Italije, vendar je to samo še povečalo širjenje ognja in dima na francosko stran. 
Gasilci v Chamonixu so bili kmalu obveščeni o požaru v predoru pod Mont Blancom. Ob 10:59 sta v predor prispeli dve francoski gasilski vozili, da bi pogasili požar. Zaradi ovirajočih gorečih vozil in nične vidljivosti, gasilci niso mogli nadeljevati poti do mesta požara. Poleg tega pa so se njihova gasilska vozila ugasnila zaradi pomanjkanja kisika, ki je potreben za delovanje motorjev. Gasilci so bili zato prisiljeni zapusti obe vozili in se zateči v ognjevarna zaklonišča, nameščena po predoru vsakih 600 metrov. Ker se je po cesetišču iz vozil razlilo gorivo, se je požar razširil po cesti in tako topil asfalt. Zaradi velike vročine so eksplodirale pnevmatike in rezervoarji goriva. Ob 11:10 so na italijanski strani v predor vstopili italijanski gasilci. Zaradi nične vidljivosti in velike razsežnosti požara, ki jim je oviral pot, so bili tudi oni prisiljeni zapustit njihovo vozilo in se zateči v ognjevarna zaklonišča. Ko so bili noter, so dobili ukaz naj se zatečejo k francoskim gasilcem. Zaradi nične vidljivosti tega niso mogli storiti in so zato ostali v svojih zakloniščih. Ob 11:11 je v predor vstopilo še več italijanskih gasilcev, kateri so se bili kmalu pravtako prisiljeni umakniti v zaklonišča. 
Do 11:30, 37 minut po začetku požara, je dim dosegel francoski vhod v predor, 6 kilometrov od gorečega tovornjaka. Ob 11:39 je druga ekipa gasilcev vstopila v predor s francoske strani, vendar so bili prav tako prisiljeni se zateči v zaklonišča potem, ko so obtičali 5.4800 metrov od gorečega tovornjaka.
Ob 11:40 so uslužbenci razumeli, da so razmere v predoru za gašenje požara katastrofalne, zato so predor popolnoma zaprli in evakuirali na obeh straneh. Uro pozneje so naredili posebne načrte za gašenje in reševanje. Na obe strani so poslali posebne gasilce iz Lyona, specializirane za reševanje v zaprtih prostorih, in švicarske gasilce. Nad Mont Blancom so leteli tudi gasilski helikopterji, ki so prinašali dodatno vodo in peno za gašenje požara ter iz zraka spremljali razmere. Ob 16:00 je druga ekipa francoskih gasilcev rešila ujete francoske in italijanske gasilce, ki jih je dosegla skozi prezračevalni jašek. Vse ujete gasilce so pripeljali v bolnišnico v Chamonixu, kjer je povelnjik ujetih francoskih gasilcev zaradi opeklin in zastrupitve s strupenim dimom, umrl.
Gasilci in reševalci so na obeh straneh predora ostali vse do 26. marca 1999 popoldne, ko jim je požar po 53 urah uspelo pogasiti. Požar je tako gorel 53 ur in pri tem dosegel temperaturo 1000 °C. Razlog za tako dolgo in veliko gorenje požara je bila predvsem margarina, ki jo je prevažal tovornjak, kateri je začel požar, ogenj pa se je razširil še na druge tovornjake, ki so prav tako prevažali vnetljive snovi. Pri tem je ogenj zajel in uničil skupno 40 vozil. 27 ljudi je umrlo v svojih vozilih, še 9 pa jih je umrlo potem, ko so poskušali pobegniti peš. Od 50 jih ujetih ljudi jih je preživelo 12. Vsi, ki so umrli v požaru, so bili iz francoske strani in jih je močna vročina spremenila v kosti in pepel.  
Po požaru je predor potreboval več, kot pet dni, da se je dovolj dobro ohladil za začetek popravil in preiskav. 

## Žrtve

### Seznam žrtev po narodnosti
| Narodnost           | Mrtvi |
| ------------------- | ----- |
| Francija            | 18    |
| Italija             | 13    |
| Belgija             | 2     |
| Združeno Kraljestvo | 1     |
| Luksemburg          | 1     |
| Nizozemska          | 1     |
| Slovenija           | 1     |
| Hrvaška             | 1     |
| Nemčija             | 1     |
| Skupaj              | 39    |

## Dejavnosti po dogodku
Zaradi velike škode je bil predor 3 leta zaprt za promet. Za popravila in preiskave so porabili 481 milijonov dolarjev. Med popravili so uvedli različne varnostne izboljšave in spremembe. Zgrajena so bila dodatna ognjevarna zaklonišča z računalniško videonadzorno povezavo do nadzornega centra predora, vzporedni prezračevalni jaški skozi katere se pretaka čist zrak in manjša gasilska postaja na sredini predora. Na obeh straneh predora so zgradili postajo za dalinjski pregled vozil oz. tovora, ki pred vstopom v predor zaznajo pregrevanje. Predor je bil za promet znova odprt 9. marca 2002, vendar samo za avtomobile, motoriste in kombije, leto pozneje pa še za tovornjake in druga tovorna vozila. 

### Obtoženi in sojenje
Januarja 2005 se je v Grenoblu v Franciji začelo sojenje 16 ljudem in podjetjem, obtoženim kazenske odgovornosti za nesrečo. Obtoženci so bili: 
- Gilbert Degrave, belgijski voznik tovornjaka, ki je začel požar,
- Volvo, proizvajalec tovornjaka, ki je začel požar,
- Francoski in italijanski vodja predora,
- podjetji ATMB in SITMB,
- osebje za varnostno zakonodajo,
- župan Chamonixa,
- višji uradnik francoskega ministrstva za javna dela.

Sojenje je potekalo šest mesecev. Italijansko podjetje SITMB, ki je bilo odgovorno za opravljanje predora, je moralo plačati 13,5 milijona evrov oz. odškodnine svojcem nesreče. Na sojenje so poklicali tudi Eduarda Balladurja, bivšega direktorja francoskega podjetja, ki je upravljalo predor (od leta 1968 do 1980), in predsednika francoske vlade. Spraševali so ga o varnostnih ukrepih, ki jih je in, ki jih ni sprejel. Balladur je za katastrofo okrivil dejstvo, da sta predor ločeno upravljali dve podjetji - francosko in italijansko - ki v nastali situaciji nista delovali koordinirano.
27. julija 2005 je bilo 13 oseb spoznanih za krive: 
- Gerard Roncoli, vodja varnosti v predoru, je bil obsojen na 6 mesecev zapora in dodatno dve leti pogojne zaporne kazni - to je bila tudi najvišja izrečena kazen,
- Remy Chardon, bivši predsednik francoskega podjetja za upravljanje predora, je bil obsojen na dve leti pogojnega zapora in 18 000 dolarjev kazni,
- Gilbert Degrave, voznik tovornjaka, ki je zagorel, je dobil 4 mesece pogojnega zapora,
- Michel Charlet, župan Chamonixa, je dobil 6 mesecev pogojnega zapora in 150 000 dolarjev kazni,
- sedem drugih ljudi, vključno z italijanskim vodjem varnosti v predoru, je prejelo odpoved delovnega ramerja in denarne kazni. Tri podjetja so prejela po 180 000 dolarjev kazni. Proizvajelec tovornjaka Volvo je bil oproščen.

## Vzrok požara
Preiskava nesreče ni uspela ugotoviti natančnega vzroka požara. Eno od mnenj je bilo, da je odvržen cigaretni ogorek padel v cev za dovod zraka v motor, kjer se je vnel zračni filter. Drugi so za požar okrivili napako na električni napeljavi tovornjaka, mehanično napako ali slabo vzdrževanje tovornjaka. Natančen vzrok požara tako ni znan. 